# 페루스 체무타이
페루스 체무타이(영어: Peruth Chemutai, 1999년 7월 10일~)는 우간다의 육상 선수로 주 종목은 장애물 경주이다. 2020년 하계 올림픽 여자 3000m 장애물 종목에서 금메달, 2024년 하계 올림픽 여자 3000m 장애물 종목에서 은메달을 획득했다.
현재 여자 3000m 장애물과 여자 3km 달리기 우간다 국가 기록을 보유하고 있다.